# Bereziwka (rejon kupiański)
Bereziwka (ukr. Березівка) – wieś na Ukrainie, w obwodzie charkowskim, w rejonie kupiańskim. W 2001 liczyła 465 mieszkańców, spośród których 419 posługiwało się językiem ukraińskim, 38 rosyjskim, 4 ormiańskim, a 4 innym.